# Harman Kardon

Logo 2010

Harman Kardon (harman/kardon) é uma divisão da Harman International Industries e fabrica equipamentos de áudio para carros e casas. Foi fundada em 1953 por Sidney Harman e Bernard Kardon.

## História
No início dos anos 1950, Sidney Harman era o gerente geral da David Bogen Company, um fabricante de sistemas de comunicação de áudio público na época. Bernard Kardon era o engenheiro-chefe da Bogen. Devido a mudanças de gestão na Bogen no início dos anos 1950, ambos renunciaram aos seus cargos. Com um investimento de $5.000 dólares cada, Sidney Harman e Bernard Kardon fundaram a Harman Kardon Company em 1953.
Na década de 1950, a Harman Kardon projetou alguns dos primeiros produtos de áudio de alta fidelidade que emprestaram para iniciar o negócio. Receivers integrados (com um sintonizador, pré-amplificador e amplificador de potência) foi uma ideia para introduzir e fornecer desempenho de alta fidelidade em uma única unidade. Os receivers integrados de alta fidelidade, no entanto, não eram ideias novas, a Scott Radio Laboratories tinha fabricado tais itens no final dos anos 1930. O primeiro produto da empresa foi um sintonizador FM.
Um ano após sua fundação, em 1954, a Harman Kardon introduziu seu receiver de alta fidelidade de tamanho compacto, o Festival D1000.
O D1000 foi um dos primeiros receivers AM / FM compactos Hi-Fi do mundo e um precursor para os receivers integrados de hoje. Esta unidade monofônico destinava-se a introduzir os consumidores não técnicos em alta fidelidade e combinava muitas características já conhecidas, como um afinador (rádio), uma unidade de controle de componentes e um amplificador num único chassis. A formato, funções e tamanho do D1000 foi um precursor do moderno receiver integrado. No início, um equipamento Hi-Fi da Harman Kardon podia ser identificado por um design distinto de um chassi banhado a cobre, com um esquema de cores de cobre e preto para painéis e gabinetes.
Em 1956, Bernard Kardon decidiu se aposentar e vendeu seu parte na empresa para Sidney Harman. Como o único líder da Harman Kardon, Harman continuou a fazer da companhia uma líder em produtos Hi-Fi. Sidney Harman mudaria o nome da empresa para Harman International, mas os receivers, sintonizadores e amplificadores ainda eram da marca Harman Kardon. Os produtos continuam a ser vendidos como Harman Kardon até os dias atuais.
Em 1958, a Harman Kardon introduziu um dos primeiros receivers estéreo, o Festival TA230, mais uma vez dirigido a usuários não-técnicos com a intenção de tornar o estéreo de alta fidelidade amplamente disponível. O som estéreo foi conseguido usando um canal da banda AM e um canal da banda FM. Esta forma inicial de recepção estéreo foi chamada de simulcast estéreo. Os primeiros sinais de transmissão de FM não tinham o sinal de portadora estéreo (piloto) que levava os canais estéreo esquerdo e direito. Quando o padrão de sinal estéreo foi estabelecido, foi utilizado um circuito estéreo multiplex conectado ou incorporado no receptor para decodificar o sinal estéreo. (O primeiro Receptor Stereo FM Multiplex foi vendido por H. H. Scott Inc. em 1961, com a introdução do sintonizador Modelo 350.)
Em 1959, a Harman Kardon comercializou o Citation II, um amplificador de tubo estereofônico ultra wideband. Desenhado por Stewart Hegeman, apresentou uma saída 60 watts por canal, com uma resposta em frequência de 18-60.000 Hz a 20 watts. A empresa promoveu sua filosofia de projetar som de alta fidelidade utilizando amplificadores que proporcionavam a largura de banda de áudio mais ampla possível. Embora a faixa audível mais alta do ouvido humano esteja em torno de 20.000 Hz, a gama completa de sons vai além daquela com harmônicos e sobretom que podem estar além da faixa auditiva do ouvido humano. Esses harmônicos interagem com outras freqüências para produzir sons secundários audíveis ou interferência (propagação de ondas). A Harman Kardon promoveu o projeto em revistas de áudio e folhetos de produtos.
Em 1969 a Harman comprou o fabricante de alto-falantes JBL. Em 1970, a Harman comercializou o primeiro cassete de gravação estereofónica com redução de ruído Dolby B, o modelo CAD5. O sistema de redução de ruído Dolby reduz significativamente o ruído devido à largura de faixa estreita e velocidade de fita lenta do cassete, permitindo que o cassete deck se torne um produto de alta fidelidade.

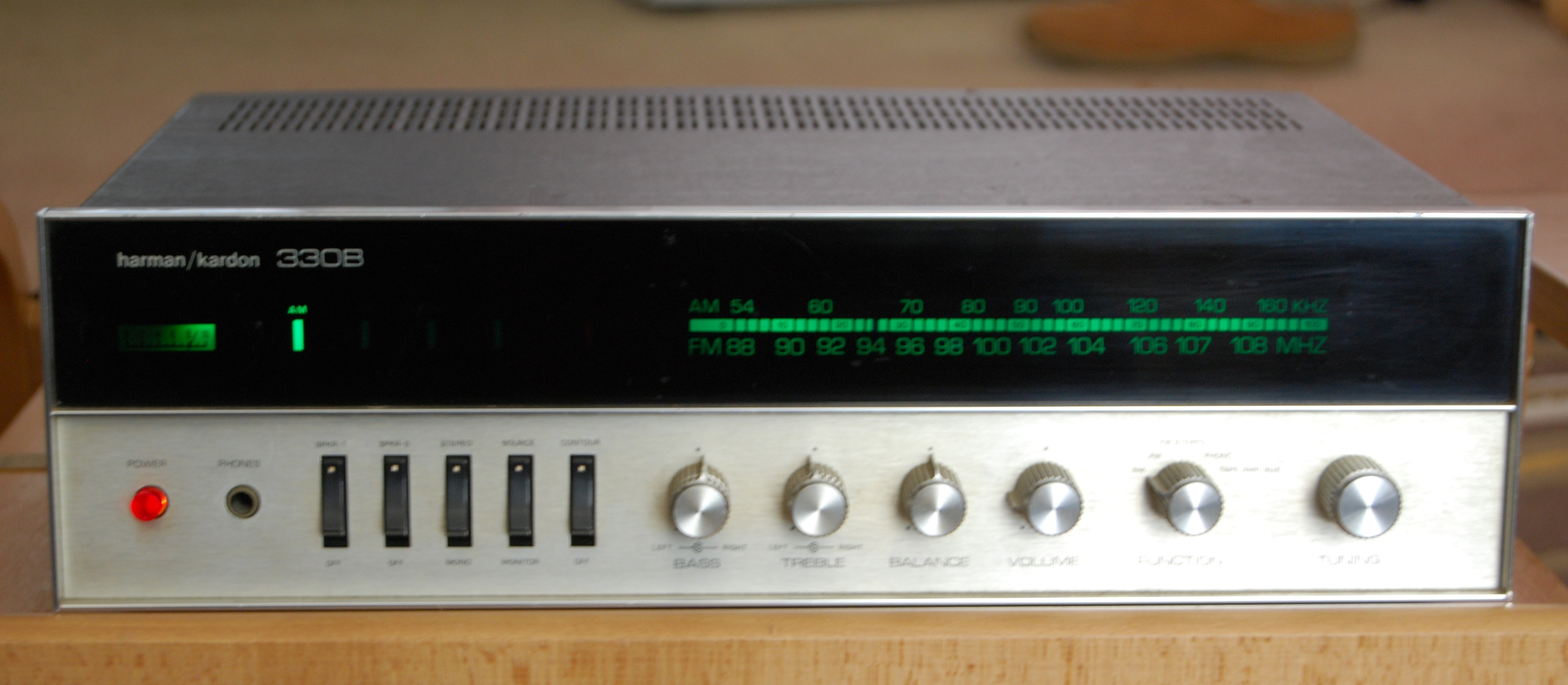
Receiver estéreo Harman Kardon 330B (anos 70). Parte da linha clássica dos receivers de entrada da Harman Kardon com eletrônica de alta qualidade, design e performance, porém sem enfeites.

 O objetivo de design da Harman Kardon é ter a mais alta qualidade de design possível versus preço, ao invés de recursos desnecessários. A série Harman Kardon 330 (330, 330A, B e C) de 1968-1979 é um exemplo da filosofia de projeto da empresa, um receptor de transistor estéreo básico sem enfeites, mas com excelente desempenho em sua classe. Ele ainda é procurado por colecionadores de áudio como um receiver de qualidade Hi-Fi básico.
Em 1976, Harman apoiou Jimmy Carter para se tornar o Presidente dos Estados Unidos. Quando Carter se tornou presidente, nomeou Harman para ser o Vice-secretário de Comércio dos Estados Unidos. Como a lei dos EUA exigia que os nomeados não tivessem interesses comerciais diretos nas atividades do dia-a-dia, Harman tinha que vender a empresa. Ele vendeu a Harman International para a Beatrice Foods, um grande conglomerado por $100 milhões de dólares. Sob a Beatrice Foods, a Harman International recusou a política anterior da empresa de promover o design de Hi-Fi e a comercialização de produtos que apelassem aos audiófilos. Sob o novo estilo de gestão, as vendas da Harman International caíram 40% em 1980.
1980 trouxe a introdução do Citation XX com um alto amplificador de corrente, que proporcionou uma resposta mais rápida a grandes transições de sinal do amplificador de potência de áudio para o alto-falante, o que melhorou a precisão da reprodução do som. O amplificador Citation XX foi chamado de "o melhor amplificador de potência do mundo" pelos editores da revista 'The Audio Critic'. O amplificador foi projetado pelo engenheiro finlandês Dr. Matti Otala, que descobriu a distorção de intermodulação transitória em 1970 e trabalhou para mitigar seus efeitos nos anos seguintes. O Citation XX foi um projeto para obter as melhores medidas possíveis de sinais de saída e o melhor som percebido.
Após a presidência de Carter, Harman recuperou a posse da Harman International. Em 1980 comprou a Harman International da Beatrice Foods por $55 milhões de dólares. No entanto, os receivers não foram incluídos na compra porque a Beatrice Foods anteriormente vendeu o grupo à empresa japonesa Shin-Shirasuna. Os receivers da Harman Kardon foram o coração da Harman International e, em 1985, Harman comprou a divisão de receivers e devolveu a Harman International a sua forma pré-1976.
De 1999 a 2007, a Harman Kardon trabalhou para desenvolver o processamento digital para produtos de áudio. Em 1999, a empresa lançou o CDR-2, gravador de compact disc, o primeiro com 4X, de alta velocidade de gravação. Em 2000, a Harman Kardon produziu o receiver de áudio e vídeo AVR-7000, que foi capaz de decodificar e processar HDCD.
Harman aposentou-se de Harman Internacional em 2007 com 88 anos. Naquela época, ele contratou o executivo de tecnologia Dinesh Paliwal para sucedê-lo como CEO. Sidney Harman morreu em 2011.

## Outros produtos Harman Kardon

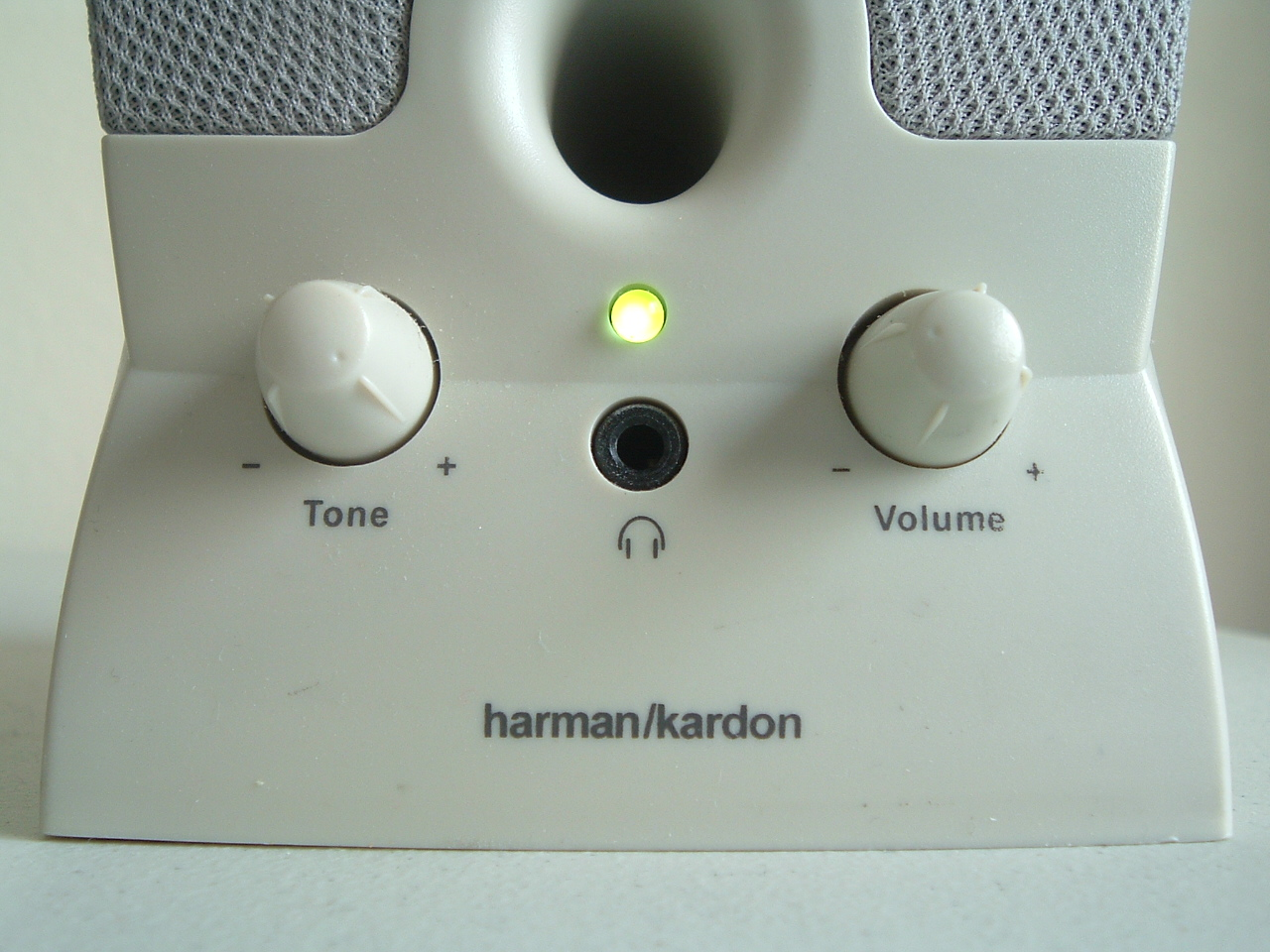
Um alto-falante para PC da Harman Kardon

### SoundSticks
O Harman Kardon iSub 2000 Subwoofer e o SoundSticks foram introduzidos em julho de 2000 na Apple Worldwide Developers Conference. A Harman Kardon fez parceria com a Apple para projetar e fabricar esses produtos.
A Apple fez o design industrial e engenharia mecânica para ter um produto que se encaixa-se na família de produtos da Apple. Este produto ganhou um prêmio chamado Industrial Design Excellence Awards e foi apresentado na capa da I.D. magazine. O SoundSticks II foi uma atualização menor, com a adição de botões de controle de volume capacitivo e uma entrada 3,5 mm mini-jack substituindo a entrada USB anterior. O SoundSticks III foi mais uma atualização alterando o estilo ligeiramente, usando o preto e iluminação branca para combinar com o novo iMac, em vez de verde e azul do SoundSticks original e SoundSticks II. Foi introduzida uma nova versão wireless do Soundsticks 3, que tem capacidade para aceitar Bluetooth. No entanto, ele mantém os fios entre os alto-falantes.

### Áudio automotivo
Harman Kardon fornece equipamentos de áudio para vários fabricantes de veículos, incluindo Audi, BMW, Land Rover, Mercedes-Benz, MG Rover, Volvo, Buick, Kia, Ssangyong, MINI, Saab, Harley-Davidson, Jeep, Chrysler, Dodge, Subaru e Tata Motors.

### Alto-falantes de computador
A Harman Kardon fez alto-falantes de computador de mesa. Também fabricou alto-falantes para laptop, que foram usados em certos modelos da Toshiba, Acer e Asus.

## Galeria

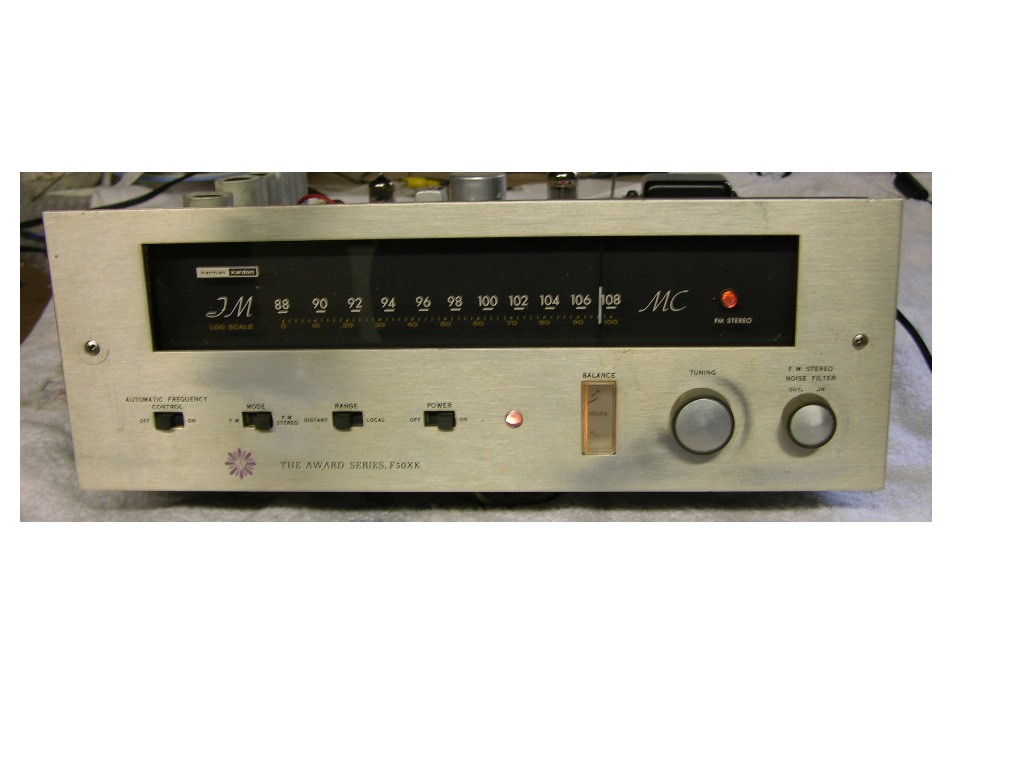
Harman Kardon F50-XK Tube FM Stereo Multiplex Tuner
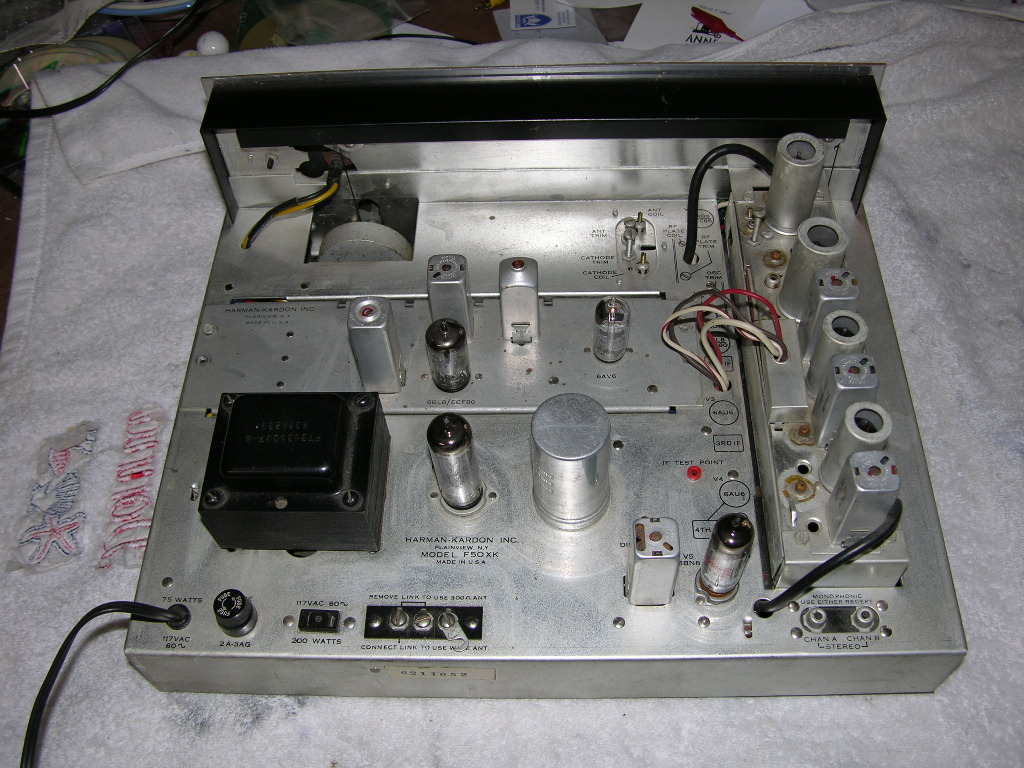
Harman Kardon F50-XK Tube FM Stereo Multiplex Tuner (vista superior)
Harman Kardon iSub Subwoofer (vista superior)Harman Kardon iSub Subwoofer (vista superior)
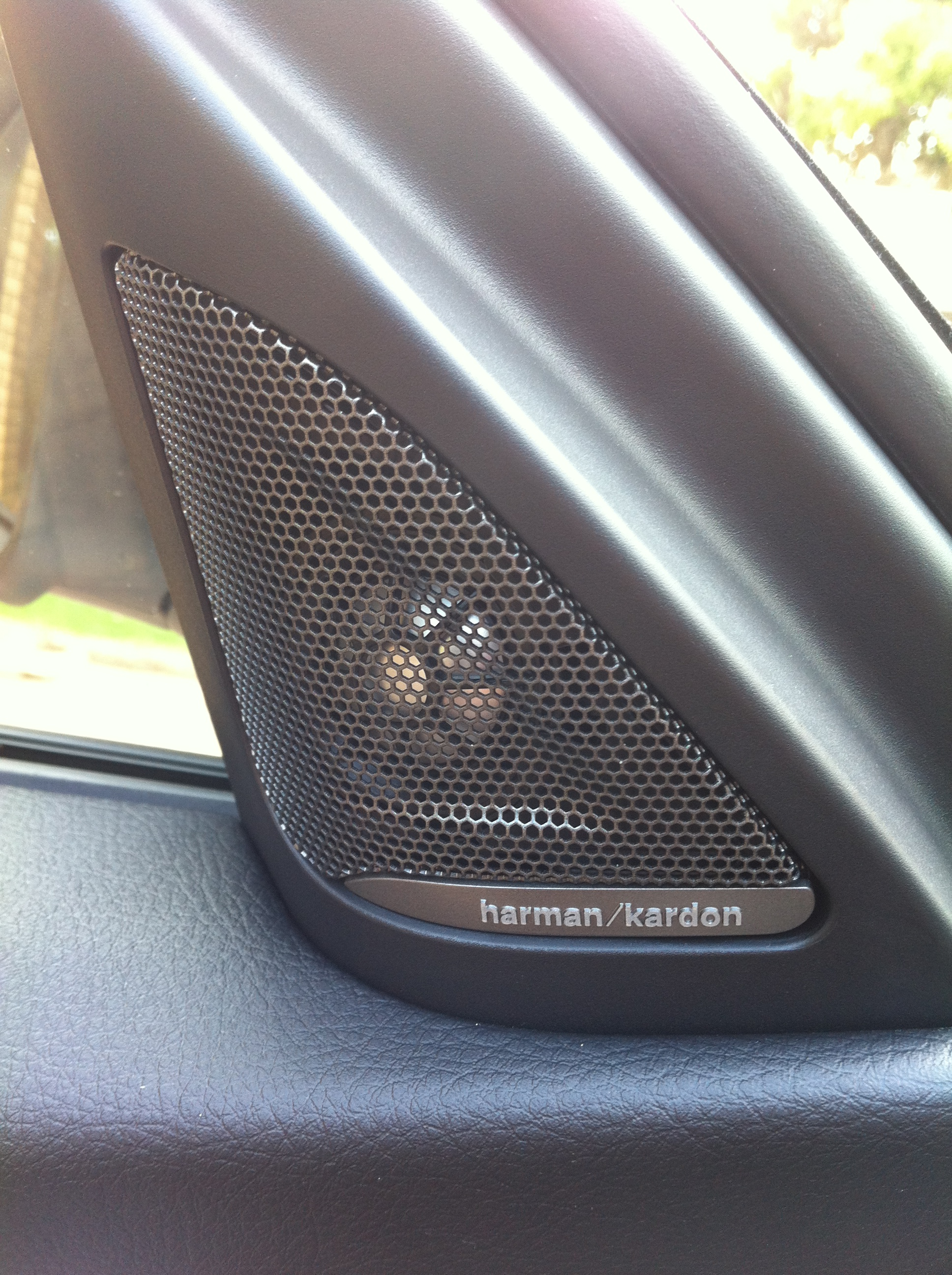
Alto-falante Harman Kardon em um BMW